# Burel (Gewebe)

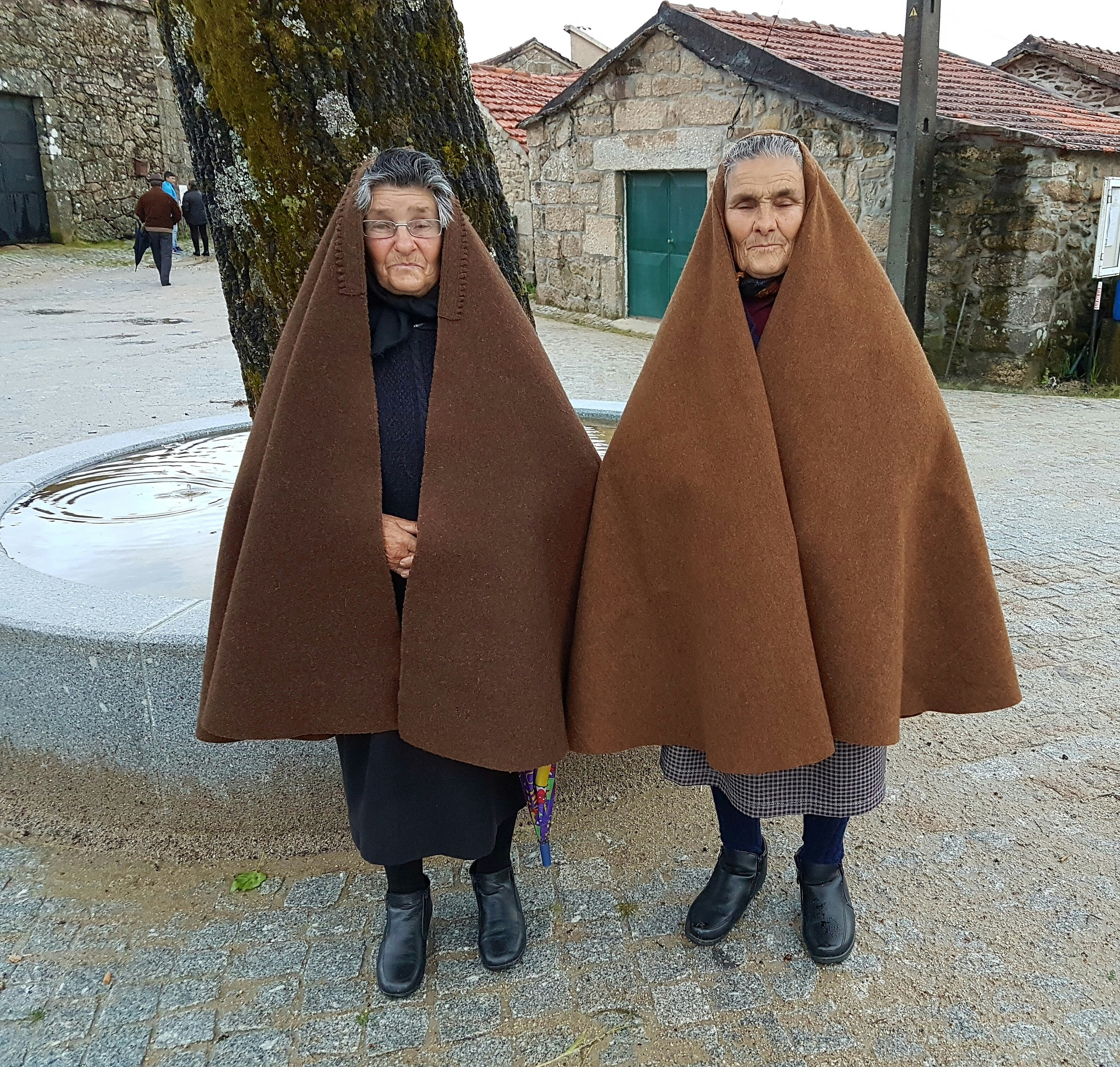
Zwei Frauen aus dem Dorf Colo de Pito (Monteiras) mit traditioneller capucha aus Burel, 2016

Der Burel (von lateinisch bura- ‚grobes Wolltuch‘) ist ein traditioneller portugiesischer Walkstoff aus Schafwolle, der heute ausschließlich in der Serra da Estrela produziert wird.

## Geschichte
Burel wurde bereits im Mittelalter in den portugiesischen Bergregionen produziert. Aus dem widerstandsfähigen und wasserabweisenden Burel wurden traditionell die Umhänge (capucha) der Schäfer und ihrer Familien gefertigt.
Im 19. Jahrhundert verarbeiteten Hunderte Textilfabriken in der Serra da Estrela die Wolle, die durch die regional bedeutsame Schafzucht zur Verfügung stand. Die Stadt Manteigas galt als das „Manchester Portugals“. Anfang des 20. Jahrhunderts gab es dort rund 60 Fabriken. Durch den Import preiswerter Textilien in der zweiten Hälfte des 20. Jahrhunderts starb die Burel-Produktion fast aus.

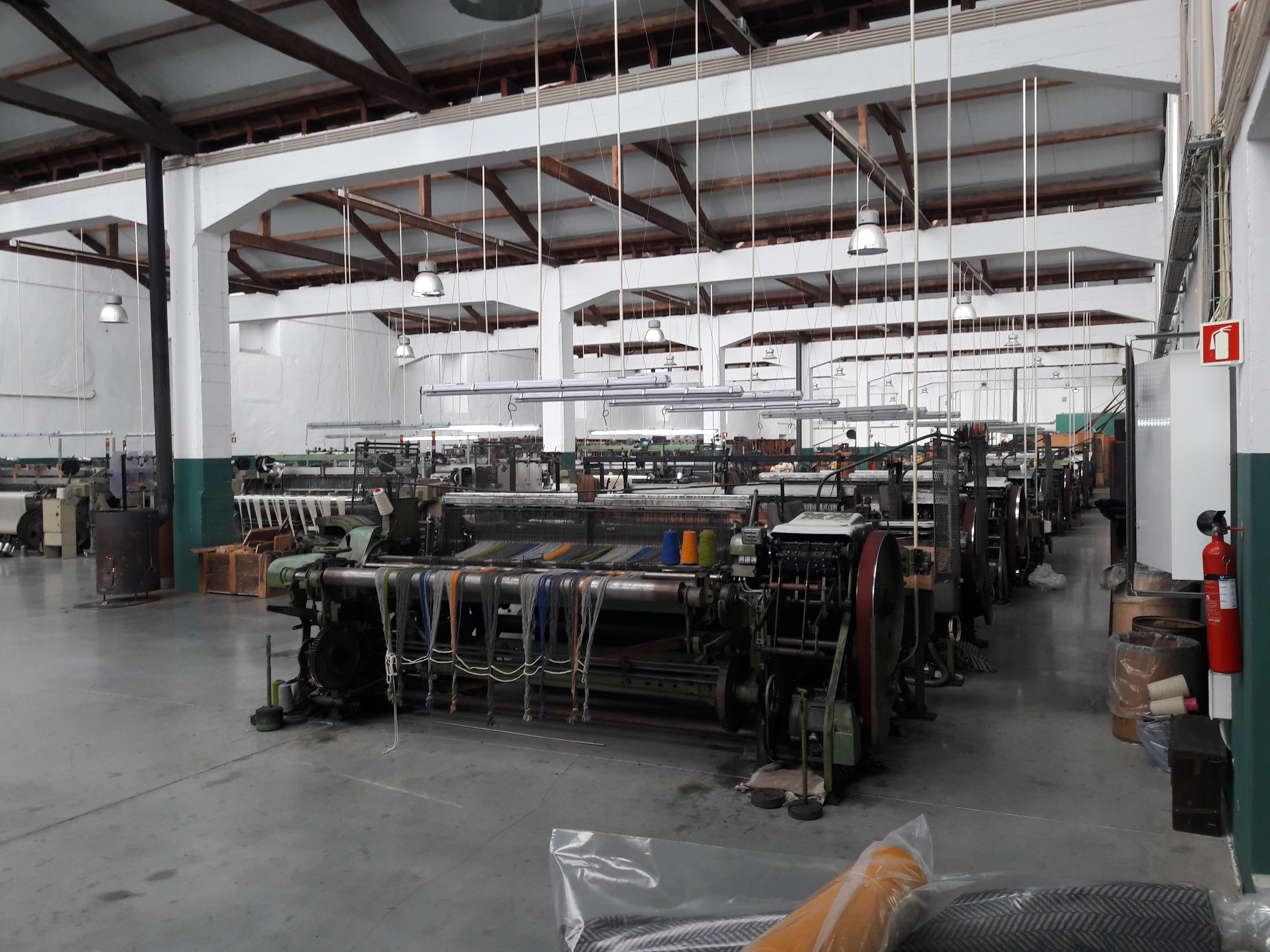
Blick in die Burel Factory in Manteigas, 2021

Im 21. Jahrhundert wurde Burel von jungen Unternehmen sowie Künstlerinnen und Künstlern wiederentdeckt und weiterentwickelt. 2007 schloss die letzte Burel-Fabrik in Manteigas. Sie wurde 2010 unter der Marke Burel Factory in den Räumen der alten Fabrik Lanifícios Império neu gegründet. Sie fertigt aus gefärbtem Burel Kleidung, Accessoires und Spielzeug. Burel wird auch als Innenraumverkleidung zur akustischen Isolierung verwendet. Das seit 1925 bestehende Unternehmen Ecolã, ebenfalls in Manteigas ansässig, vermarktet eine ähnliche Produktpalette, jedoch entsprechend der Tradition in überwiegend ungefärbter Wolle. Burel wird heute weltweit exportiert.

## Herstellung
Die Herstellung des Burel entspricht der aller Walkstoffe. Für Burel wird reine Wolle, vornehmlich dunkler Art der Schafrasse Bordaleira, gereinigt und kardiert, gezogen und gesponnen. Die Fäden werden verwebt, danach wird das Gewebe gewalkt. Heutzutage wird es außerdem teilweise gefärbt, bedruckt oder geprägt.